# 你的笑容是太陽 / 沒有東西能取代你 / What is LOVE?
《你的笑容是太陽 / 沒有東西能取代你 / What is LOVE?》（笑顔の君は太陽さ / 君の代わりは居やしない / What is LOVE?）是日本的女子偶像組合早安少女組。'14的第55张单曲。2014年1月29日由zetima发售。

## 概要
- 「你的笑容是太陽 / 沒有東西能取代你 / What is LOVE?」是早安少女組。'14第一張3A單曲，亦是更名後首張單曲。
- 「沒有東西能取代你」是2014年冬季奧林匹克運動會日本代表選手團的應援歌曲。
- 「What is LOVE?」是NHK音樂節目「J-MELO」2013年10月至12月的片尾曲。
- 此單曲有7個版本，分別有「初回生產限定盤A - D」和「通常盤A - B」。「初回生産限定盤A」收錄了「你的笑容是太陽」的PV；「初回生産限定盤B」收錄了「沒有東西能取代你」的PV；「初回生產限定盤C」收錄了「What is LOVE?」的PV；「初回生產限定盤D」收錄了「你的笑容是太陽」的PV和單曲製作花絮（Making）。
- 在2月10日於Oricon公信榜单曲週榜取得第1名，出道以來首次連續4張單曲奪得首名（Help me!!〈2013年1月〉 ～ Brainstorming / 只要有你 我什麼都不需要〈2013年4月〉 ～ 自私 隨和 愛的玩笑 / 愛的軍團〈2013年8月〉 ～ 你的笑容是太陽 / 沒有東西能取代你 / What is LOVE?〈2014年1月〉）。
- 此單曲於1月28日、1月31日、2月2日於公信榜單曲日榜取得第1名。
- 此外，是早安少女組。繼第54張單曲《自私 隨和 愛的玩笑 / 愛的軍團》後，第19張首週銷量超過10萬張的單曲，亦是第26張銷量10萬以上的單曲（16萬張）。

## 收錄内容

### CD
1. 你的笑容是太陽
（作詞、作曲：淳君  編曲：大久保薫）
2. 沒有東西能取代你
（作詞、作曲：淳君  編曲：大久保薫）
3. What is LOVE?
（作詞、作曲：淳君  編曲：大久保薫）
4. 你的笑容是太陽 (Instrumental)
5. 沒有東西能取代你 (Instrumental)
6. What is LOVE? (Instrumental)

### DVD

#### 初回生產限定盤A
1. 你的笑容是太陽（MV）
2. 你的笑容是太陽（Close-up Ver.）

#### 初回生產限定盤B
1. 沒有東西能取代你（MV）
2. 沒有東西能取代你（Close-up Ver.）

#### 初回生產限定盤C
1. What is LOVE?（MV）
2. What is LOVE?（Dance Shot Ver.）

#### 初回生產限定盤D
1. 你的笑容是太陽（Dance Lecture Video）
2. 你的笑容是太陽（Dance Shot Ver.）
3. 你的笑容是太陽 / 沒有東西能取代你（Making of & Off Shot）